# Annemarie Schwyter
Annemarie Schwyter (Zürich, 21 maart 1922) is een Zwitserse journaliste en radio- en televisiepresentatrice.

## Biografie
Annemarie Schwyter was een dochter van Ferdinand Schwyter, een handelaar, en van Adele Ott. Nadat ze haar studies aan het gymnasium van Zürich had opgegeven, ging ze aan de slag bij de krant Tages-Anzeiger en enkele andere Zwitserse kranten.
Vanaf 1950 was ze radiocorrespondente in Spanje, waarmee ze een van de eerste buitenlandse correspondenten was van de Zwitserse Duitstalige radio. Vanuit Spanje berichtte ze ook over gebeurtenissen in Portugal, Marokko, Algerije en Tunesie. Na haar terugkeer naar Zwitserland in 1959 werd ze redactrice van het actuaprogramma Echo der Zeit op de Radio Beromünster, waar ze presenteerde naast Heiner Gautschy, Hans O. Staub en Theodor Haller.
Van 1970 tot 1977 was ze vervolgens presentatrice van het televisieprogramma Rundschau op de Zwitserse Duitstalige televisie.